# Gustav Fusch
Gustav Fusch (* 23. Juli 1871 in Hannover; † 19. Juli 1943 ebenda) war ein deutscher Manager in der Maschinenbau-Industrie. Er war Direktor und Vorstand der Gebr. Körting AG in Hannover.

## Leben
Gustav Fusch war Sohn des Architekten Johann Fusch. Nach dem Abitur am Realgymnasium in Hannover studierte er an der Technischen Hochschule Hannover und wurde Mitglied des Corps Saxonia Hannover. Zu seinen akademischen Lehrern gehörte Conrad Wilhelm Hase.
Nach Abschluss des Studiums arbeitete Fusch von 1895 bis 1896 als Regierungsbauführer (Referendar in der öffentlichen Bauverwaltung) im Regierungsbezirk Hannover. 1896 wechselte er in die Privatwirtschaft zur Gebr. Körting AG. Nach einer achtzehnmonatigen Einarbeitung in Körtingsdorf übernahm er die Leitung des Ingenieurbüros in Zürich.
Er war seit 1898 mit Irma Körting, einer Tochter des Unternehmers Ernst Körting, verheiratet, so dass er seitdem der Eigentümerfamilie angehörte.
1899 wechselte er nach Moskau, wo er Leiter der russischen Niederlassung und Direktor der Maschinenfabrik Bratja Körting wurde. 1904/1905 wurde er in den Vorstand der Muttergesellschaft in Hannover-Körtingsdorf berufen, wo er seitdem die Abteilungen Strahlapparate, Pumpen und Zentralheizungen leitete.
1910 schrieb Gustav Fusch seine umfangreich illustrierte Dissertation unter dem Titel Über Hypokausten-Heizungen und mittelalterliche Heizungsanlagen und wurde von der Technischen Hochschule Hannover zum Dr.-Ing. promoviert. Er war Vorstandsmitglied des Verbandes der Zentralheizungs-Industrie. Dem Verein Deutscher Ingenieure (VDI) und dem Hannoverschen Bezirksverein des VDI gehörte er ebenfalls als Mitglied an.
Am Ersten Weltkrieg nahm er als Hauptmann und Abteilungsführer teil. Zwei Mal wurde er verwundet.
Am 16. Januar 1923 wurde Gustav Fusch die Ehrenbürgerwürde der Technischen Hochschule Hannover verliehen.
Fusch wurde auf dem Stadtfriedhof Stöcken bestattet.

## Auszeichnungen
- Eisernes Kreuz II. und I. Klasse
- Königlicher Hausorden von Hohenzollern mit Schwertern
- Friedrich-August-Kreuz II. und I. Klasse
- Bulgarisches Offizierskreuz mit Schwertern
- Verwundetenabzeichen in Schwarz
- 1923: Ehrenbürgerwürde der Technischen Hochschule Hannover

## Schriften
- Über Hypokausten-Heizungen und mittelalterliche Heizungsanlagen., zugleich Dissertation 1910 an der Technischen Hochschule Hannover, Hannover: Gebrüder Jänecke, 1910
  - Fotomechanischer Nachdruck der 1. Auflage, Wiesbaden; Berlin: Pfriemer im Bauverlag, 1986, ISBN 978-3-7625-2506-6 und ISBN 3-7625-2506-4; Inhaltsverzeichnis
- Dr.-Ing. E. h. Ernst Körting. Seine Stellung in den Gasmotorenprozessen und sein Anteil an der Entwicklung der Verbrennungsmotoren. 1941. (zusammen mit Ernst Körting)